# Championnats du monde de patinage artistique 1970
Navigation
Mondiaux 1969 Mondiaux 1971
Les championnats du monde de patinage artistique 1970 ont lieu du 3 au 8 mars 1970 à la Hala Tivoli de Ljubljana en Yougoslavie.

## Qualifications
Les patineurs sont éligibles à l'épreuve s'ils représentent une nation membre de l'Union internationale de patinage (International Skating Union en anglais). Les fédérations nationales sélectionnent leurs patineurs en fonction de leurs propres critères.
Sur la base des résultats des championnats du monde 1969, l'Union internationale de patinage autorise chaque pays à avoir de une à trois inscriptions par discipline. 

## Podiums
| Épreuves                            | Or                                       | Argent                               | Bronze                                    |
| ----------------------------------- | ---------------------------------------- | ------------------------------------ | ----------------------------------------- |
| Messieurs résultats détaillés       | Tim Wood                                 | Ondrej Nepela                        | Günter Zöller                             |
| Dames résultats détaillés           | Gabriele Seyfert                         | Beatrix Schuba                       | Julie Lynn Holmes                         |
| Couples résultats détaillés         | Irina Rodnina / Alexeï Oulanov           | Lioudmila Smirnova / Andrei Suraikin | Heidemarie Steiner / Heinz-Ulrich Walther |
| Danse sur glace résultats détaillés | Lioudmila Pakhomova / Aleksandr Gorchkov | Judy Schwomeyer / James Sladky       | Angelika Buck / Erich Buck                |

## Tableau des médailles
| Rang  | Nation               | Or | Argent | Bronze | Total |
| ----- | -------------------- | -- | ------ | ------ | ----- |
| 1     | Union soviétique     | 2  | 1      | 0      | 3     |
| 2     | États-Unis           | 1  | 1      | 1      | 3     |
| 3     | Allemagne de l'Est   | 1  | 0      | 2      | 3     |
| 4     | Autriche             | 0  | 1      | 0      | 1     |
| 4     | Tchécoslovaquie      | 0  | 1      | 0      | 1     |
| 6     | Allemagne de l'Ouest | 0  | 0      | 1      | 1     |
| Total | Total                | 4  | 4      | 4      | 12    |

## Détails des compétitions

### Messieurs
| Rang    | Nom                     | Nation               | Places | Points | Fig. impo. | Prog. libre |
| ------- | ----------------------- | -------------------- | ------ | ------ | ---------- | ----------- |
| 1       | Tim Wood                | États-Unis           | 12     | 2779.3 | 2          | 1           |
| 2       | Ondrej Nepela           | Tchécoslovaquie      | 15     | 2757.6 | 1          | 3           |
| 3       | Günter Zöller           | Allemagne de l'Est   | 32     | 2702.0 | 3          | 5           |
| 4       | Patrick Péra            | France               | 39     | 2682.8 | 4          | 6           |
| 5       | John Misha Petkevich    | États-Unis           | 41     | 2672.2 | 5          | 2           |
| 6       | Sergueï Tchetveroukhine | Union soviétique     | 50     | 2645.1 | 6          | 4           |
| 7       | Sergueï Volkov          | Union soviétique     | 68     | 2556.2 | 7          | 10          |
| 8       | Kenneth Shelley         | États-Unis           | 77     | 2534.0 | 8          | 9           |
| 9       | Haig Oundjian           | Royaume-Uni          | 78     | 2527.3 | 10         | 7           |
| 10      | Jan Hoffmann            | Allemagne de l'Est   | 101    | 2469.7 | 11         | 11          |
| 11      | David McGillivray       | Canada               | 94     |        | 12         | 8           |
| 12      | Günter Anderl           | Autriche             | 100    |        | 9          | 14          |
| 13      | Toller Cranston         | Canada               | 114    |        | 15         | 12          |
| 14      | Zdeněk Pazdírek         | Tchécoslovaquie      | 133    |        | 14         | 17          |
| 15      | Jacques Mrozek          | France               | 137.5  |        | 16         | 13          |
| 16      | László Vajda            | Hongrie              | 141.5  |        | 17         | 15          |
| 17      | Klaus Grimmelt          | Allemagne de l'Ouest | 149    |        | 18         | 16          |
| 18      | Jozef Žídek             | Tchécoslovaquie      | 160    |        | 19         | 18          |
| 19      | Didier Gailhaguet       | France               | 170    |        | 20         | 19          |
| 20      | Yutaka Higuchi          | Japon                | 178    |        | 21         | 20          |
| 21      | Zoran Matas             | Yougoslavie          | 189    |        | 22         | 21          |
| Abandon | Daniel Höner            | Suisse               |        |        | 13         |             |

### Dames
| Rang | Nom               | Nation               | Places | Points | Fig. impo. | Prog. libre |
| ---- | ----------------- | -------------------- | ------ | ------ | ---------- | ----------- |
| 1    | Gabriele Seyfert  | Allemagne de l'Est   | 9      | 2808.7 | 2          | 1           |
| 2    | Beatrix Schuba    | Autriche             | 21     | 2729.0 | 1          | 7           |
| 3    | Julie Lynn Holmes | États-Unis           | 38     | 2660.7 | 3          | 5           |
| 4    | Karen Magnussen   | Canada               | 38     | 2672.8 | 7          | 3           |
| 5    | Zsuzsa Almássy    | Hongrie              | 43     | 2659.1 | 5          | 4           |
| 6    | Janet Lynn        | États-Unis           | 42     | 2671.4 | 8          | 2           |
| 7    | Dawn Glab         | États-Unis           | 67     | 2572.4 | 6          | 10          |
| 8    | Rita Trapanese    | Italie               | 73     | 2556.9 | 9          | 6           |
| 9    | Patricia Dodd     | Royaume-Uni          | 80     | 2533.3 | 4          | 12          |
| 10   | Cathy Lee Irwin   | Canada               | 96     | 2497.9 | 13         | 8           |
| 11   | Sonja Morgenstern | Allemagne de l'Est   | 100    | 2467.7 | 14         | 9           |
| 12   | Elena Shcheglova  | Union soviétique     | 101    | 2470.8 | 11         | 12          |
| 13   | Charlotte Walter  | Suisse               | 126    |        | 12         | 16          |
| 14   | Elena Alexandrova | Union soviétique     | 129    | 2398.5 | 16         | 11          |
| 15   | Eileen Zillmer    | Allemagne de l'Ouest | 127    |        | 10         | 17          |
| 16   | Kazumi Yamashita  | Japon                | 146    |        | 17         | 15          |
| 17   | Ľudmila Bezáková  | Tchécoslovaquie      | 151    |        | 18         | 14          |
| 18   | Frances Waghorn   | Royaume-Uni          | 152    |        | 15         | 19          |
| 19   | Simone Gräfe      | Allemagne de l'Est   | 173    | 2225.1 | 19         | 20          |
| 20   | Judith Bayer      | Allemagne de l'Ouest | 178    |        | 20         | 18          |
| 21   | Wilfriede Reiter  | Autriche             | 189    |        | 21         | 21          |

### Couples
| Rang | Nom                                       | Nation               | Places | Points | Prog. court | Prog. libre |
| ---- | ----------------------------------------- | -------------------- | ------ | ------ | ----------- | ----------- |
| 1    | Irina Rodnina / Alexeï Oulanov            | Union soviétique     | 11     | 418.6  | 1           | 1           |
| 2    | Lioudmila Smirnova / Andrei Suraikin      | Union soviétique     | 16     | 416.5  | 2           | 2           |
| 3    | Heidemarie Steiner / Heinz-Ulrich Walther | Allemagne de l'Est   | 27     | 410.2  | 3           | 3           |
| 4    | Galina Karelina / Georgi Proskourine      | Union soviétique     | 36.5   | 405.4  | 4           | 4           |
| 5    | JoJo Starbuck / Kenneth Shelley           | États-Unis           | 46.5   | 401.2  | 5           | 5           |
| 6    | Almut Lehmann / Herbert Wiesinger         | Allemagne de l'Ouest | 53     | 394.4  | 6           | 6           |
| 7    | Manuela Groß / Uwe Kagelmann              | Allemagne de l'Est   | 64     | 388.1  | 7           | 7           |
| 8    | Melissa Militano / Mark Militano          | États-Unis           | 75     | 377.5  | 10          | 8           |
| 9    | Brunhilde Baßler / Eberhard Rausch        | Allemagne de l'Ouest | 78     | 378.0  | 8           | 9           |
| 10   | Janina Poremska / Piotr Sczypa            | Pologne              | 102    | 357.1  | 11          | 10          |
| 11   | Mona Szabo / Pierre Szabo                 | France               | 101    |        | 13          | 11          |
| 12   | Dana Fialová / Josef Tuma                 | Tchécoslovaquie      | 111    |        | 9           | 12          |
| 13   | Evelyne Scharf / Wilhelm Bietak           | Autriche             | 119    |        | 15          | 13          |
| 14   | Sandra Bezic / Val Bezic                  | Canada               | 120    |        | 14          | 14          |
| 15   | Mary Petrie / Robert McAvoy               | Canada               | 121    |        | 12          | 15          |
| 16   | Kotoe Nagasawa / Hiroshi Nagakubo         | Japon                | 143    |        | 16          | 16          |
| 17   | Helena Gazvoda / Silvo Švejger            | Yougoslavie          | 153    |        | 17          | 17          |

### Danse sur glace
| Rang | Nom                                      | Nation               | Places | Points | Danses imposées | Danse libre |
| ---- | ---------------------------------------- | -------------------- | ------ | ------ | --------------- | ----------- |
| 1    | Lioudmila Pakhomova / Aleksandr Gorchkov | Union soviétique     | 14     | 511.4  | 2               | 1           |
| 2    | Judy Schwomeyer / James Sladky           | États-Unis           | 15     | 511.3  | 1               | 2           |
| 3    | Angelika Buck / Erich Buck               | Allemagne de l'Ouest | 25     | 503.2  | 3               | 3           |
| 4    | Tatiana Voitiuk / Viacheslav Zhigalin    | Union soviétique     | 40     | 488.6  | 5               | 4           |
| 5    | Susan Getty / Roy Bradshaw               | Royaume-Uni          | 43     | 485.0  | 4               | 5           |
| 6    | Annerose Baier / Eberhard Rüger          | Allemagne de l'Est   | 59     | 473.4  | 7               | 6           |
| 7    | Janet Sawbridge / Peter Dalby            | Royaume-Uni          | 60     | 477.2  | 6               | 8           |
| 8    | Elena Zharkova / Guennadi Karponossov    | Union soviétique     | 74     | 468.4  | 8               | 7           |
| 9    | Debbie Ganson / Bradley Hislop           | États-Unis           | 80.5   | 459.8  | 9               | 9           |
| 10   | Anne Millier / Harvey Millier            | États-Unis           | 94     | 450.3  | 11              | 10          |
| 11   | Diana Skotnická / Martin Skotnický       | Tchécoslovaquie      | 100    |        | 12              | 11          |
| 12   | Ilona Berecz / István Sugár              | Hongrie              | 108.5  |        | 10              | 14          |
| 13   | Teresa Weyna / Piotr Bojańczyk           | Pologne              | 116    |        | 13              | 13          |
| 14   | Mary Church / David Sutton               | Canada               | 120    |        | 14              | 12          |
| 15   | Svetlana Marinovová / Miloš Buršik       | Tchécoslovaquie      | 136    |        | 15              | 15          |
| 16   | Anne-Claude Wolfers / Roland Mars        | France               | 144    |        | 16              | 16          |
| 17   | Brigitte Scheijbal / Kurt Jaschek        | Autriche             | 149    |        | 17              | 17          |
| 18   | Angelika Wiesner / Hans-Jürgen Wiesner   | Allemagne de l'Ouest | 161    |        | 18              | 18          |